# Подвойский, Николай Ильич
Никола́й Ильи́ч Подво́йский (4 [16] февраля 1880, село Кунашевка, Нежинский уезд, Черниговская губерния — 28 июля 1948, Москва) — русский революционер, большевик, советский партийный, военный и государственный деятель.

## Биография
Родился в семье сельского священника-учителя.
Учился в Нежинском духовном училище, затем, с 1894 года, в Черниговской духовной семинарии. Согласно официальной версии в 1901 году исключён из неё за участие в революционном движении. Согласно воспоминаниям его одноклассника седневского краеведа Киселя Д. Е. (1880—1977), окончил полный курс наук в семинарии в 1902 году. В 1901 году вступил в РСДРП.

В 1901—1905 годах учился в Демидовском юридическом лицее в Ярославле. После II съезда РСДРП примкнул к большевикам. В 1904—1905 годах — председатель большевистского студенческого комитета и член Северного комитета РСДРП.

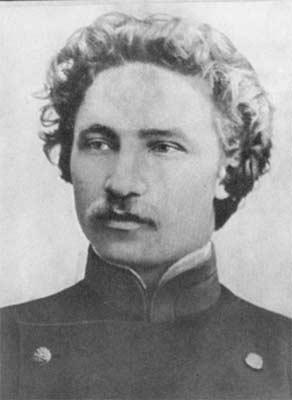
Н. И. Подвойский в 1903 году

### Революция 1905 года
В 1905 году был одним из руководителей стачки текстильщиков и Совета рабочих депутатов в Иваново-Вознесенске. Организатор боевых дружин рабочих Ярославля. Во время одного из боевых столкновений был ранен.

### Партийная работа
В 1906—1907 годах находился в эмиграции в Германии и Швейцарии. Вернувшись в 1907 году в Россию, работал в Петербургской, а затем в Костромской и Бакинской организациях большевиков. В 1907—1908 годах был одним из руководителей легального партиздательства «Зерно» в Петербурге. В 1912—1914 годах участвовал в организации и издании газет «Звезда» и «Правда». В 1915—1916 годах редактор журнала «Вопросы страхования», глава финансовой комиссии Русского бюро ЦК РСДРП. В ноябре 1916 года арестован, в феврале 1917 года был приговорён к ссылке в Сибирь, но освобождён во время Февральской революции.

### Революция 1917 года

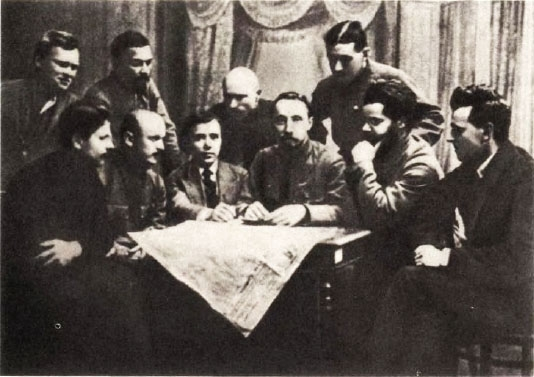
Активные работники Военной организации при ЦК РСДРП(б).
1-й ряд (справа налево): Ф. Ф. Раскольников, П. В. Дашкевич, Н. И. Подвойский, В. И. Невский, К. А. Мехоношин, К. Н. Орлов.
2-й ряд: А. И. Тарасов-Родионов, В. Л. Панюшкин, М. С. Кедров, Б. М. Занько

Вместе с Г. В. Елиным возглавил солдат бронедивизиона, захвативших дворец Кшесинской, где затем разместился штаб большевиков. Был членом Петроградского комитета РСДРП(б), депутатом Петроградского совета, руководителем Военной организации при Петроградском комитете большевиков, организатором отрядов Красной гвардии. Редактор газет «Солдатская правда», «Рабочий и солдат», «Солдат». Председатель Всероссийского бюро фронтовых и тыловых военных организаций при ЦК РСДРП(б). Делегат 7-й (Апрельской) Всероссийской конференции РСДРП(б) (24—29 апреля) от Военной организации. Делегат Первого Всероссийского съезда Советов (3—24 июня), избран кандидатом в члены ВЦИК.
Один из организаторов Октябрьской революции, член Военно-революционного комитета, его бюро и оперативной тройки по руководству Октябрьским вооружённым восстанием, а в дни восстания — зампредседателя ВРК и один из руководителей штурма Зимнего дворца. В период ликвидации мятежа Керенского—Краснова командовал Петроградским военным округом.

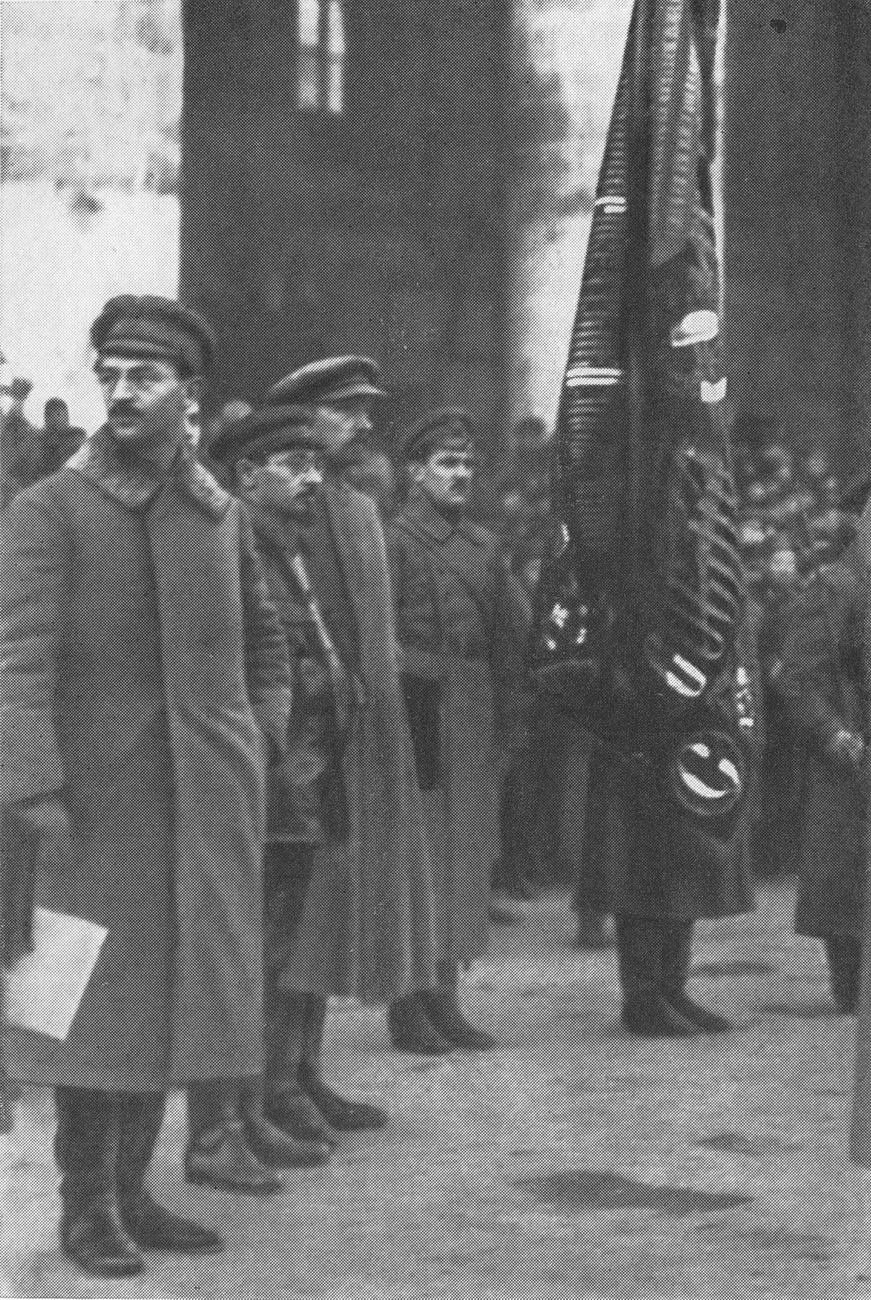
Э. М. Склянский, Я. М. Свердлов, Н. И. Подвойский, на одном из красноармейских митингов в 1918 году

Является автором символа Красной Армии — красной пятиконечной звезды и инициатором создания индивидуальной награды особо отличившимся на фронтах Гражданской войны — ордена Красного Знамени.

### Гражданская война
В ноябре 1917 — марте 1918 года нарком по военным делам РСФСР. В этом качестве подписал 16 декабря декрет СНК «О выборном начале и организации власти в армии» и «Об уравнении всех военнослужащих в правах». С января 1918 года — одновременно председатель Всероссийской коллегии по организации и формированию Красной Армии. В феврале — марте 1918 года был членом Комитета революционной обороны Петрограда. С марта 1918 года — член Высшего военного совета РСФСР, а затем председатель Высшей военной инспекции; член Реввоенсовета Республики (сентябрь 1918 — июль 1919) и одновременно (январь—сентябрь 1919) — наркомвоенмор Украинской ССР. В октябре — декабре 1919 года — член Реввоенсовета 7-й армии Западного фронта, в январе—марте 1920 года — 10-й армии Кавказского фронта.

Бойцы 1-й дивизии принимают присягу. Тамбов, присягу читает Н. И. Подвойский, справа — начдив В. Киквидзе

### Последующие годы
В 1921—1927 годах — председатель Спортинтерна и в 1920—1923 годах — Высшего совета физической культуры. В 1924—1930 годах член Центральной контрольной комиссии ВКП(б). Работал в Истпарте. В 1927 году снялся в знаменитом фильме С. Эйзенштейна «Октябрь» в роли самого себя. С 1935 года — персональный пенсионер, занимался пропагандистской и литературно-журнальной деятельностью. В 1922 году награждён орденом Красного Знамени.
В октябре 1941 года, после отказа принять его на военную службу из-за возраста, Подвойский добровольцем руководил рытьём окопов под Москвой. Об этом эпизоде с его участием можно услышать в воспоминаниях тогдашнего председателя Моссовета В. П. Пронина. С 1941—1945 год Николай Ильич Подвойский на общественных началах (так как с 1935 года Подвойский по состоянию здоровья выходит на пенсию, и становится пенсионером союзного значения) занимается организацией оборонных работ под Москвой, снабжением войск литературой, ведёт литературную и агитационно-пропагандистскую работу в войсках.
В 1945 году, Николай Ильич Подвойский был удостоен Медали «За победу над Германией в Великой Отечественной войне 1941—1945 гг.» и медали «За доблестный труд в Великой Отечественной войне 1941—1945 гг.».
28 июля 1948 года Николай Ильич Подвойский скончался от сердечного приступа в Москве.

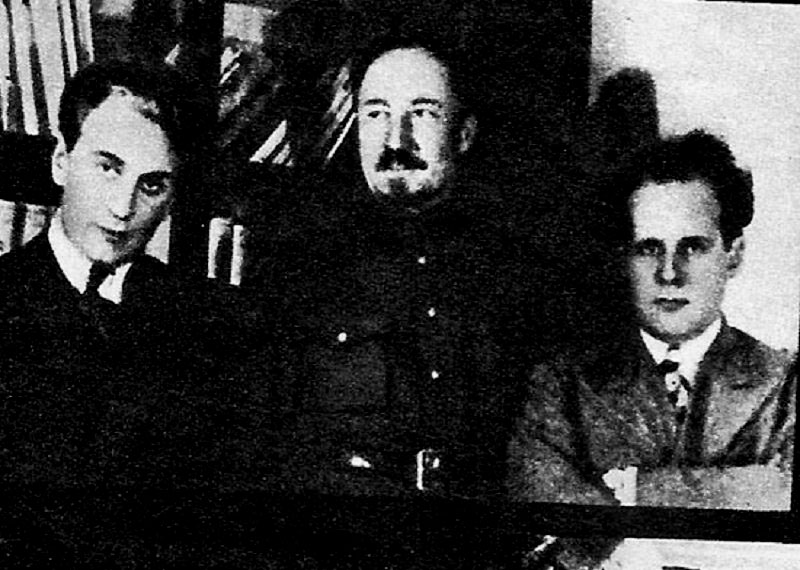
Н. И. Подвойский с С. М. Эйзенштейном и Г. В. Александровым — создателями фильма «Октябрь». 1932 г.

Похоронен с воинскими почестями в Москве на Новодевичьем кладбище (1-й участок). 25 октября 1957 года на могиле был торжественно открыт надгробный памятник.

## Семья
Жена — Нина Августовна Подвойская (урождённая Дидрикиль; 1882—1953), член РСДРП с 1902, сотрудница Института В. И. Ленина (Маркса — Энгельса — Ленина).
Из двух её сестёр, Ольга замужем за М. С. Кедровым (сын — Б. М. Кедров), Августа — за Христианом Фраучи (их сын — А. Х. Артузов).
Дочь Ольга (Олеся) Николаевна Подвойская (1908—2001). Работала в ВИАМ с 1932 по 1978 г., где занималась исследованиями физико-механических характеристик сплавов на железной основе. Автор монографии «Литейные магниевые сплавы с повышенной устойчивостью против коррозии» (1937). Член ВКП(б) (1929), кандидат технических наук(1945). Муж — Сергей Васильевич Березнер (1900—1960), до начала 1930-х работал в органах ВЧК-ГПУ-ОГПУ, участник Великой Отечественной войны. Внуки — Оксана (1939 —-2018), геолог; Тарас, Александр.
Сын Лев Николаевич Подвойский (1911—1976) — кандидат технических наук, майор, участник Великой Отечественной войны, работал на заводе «Серп и молот». Жена — Милена Алексеевна Лозовская (1914—2004), дочь Соломона Абрамовича Лозовского (Дридзо). Внуки — Марина, Глеб.

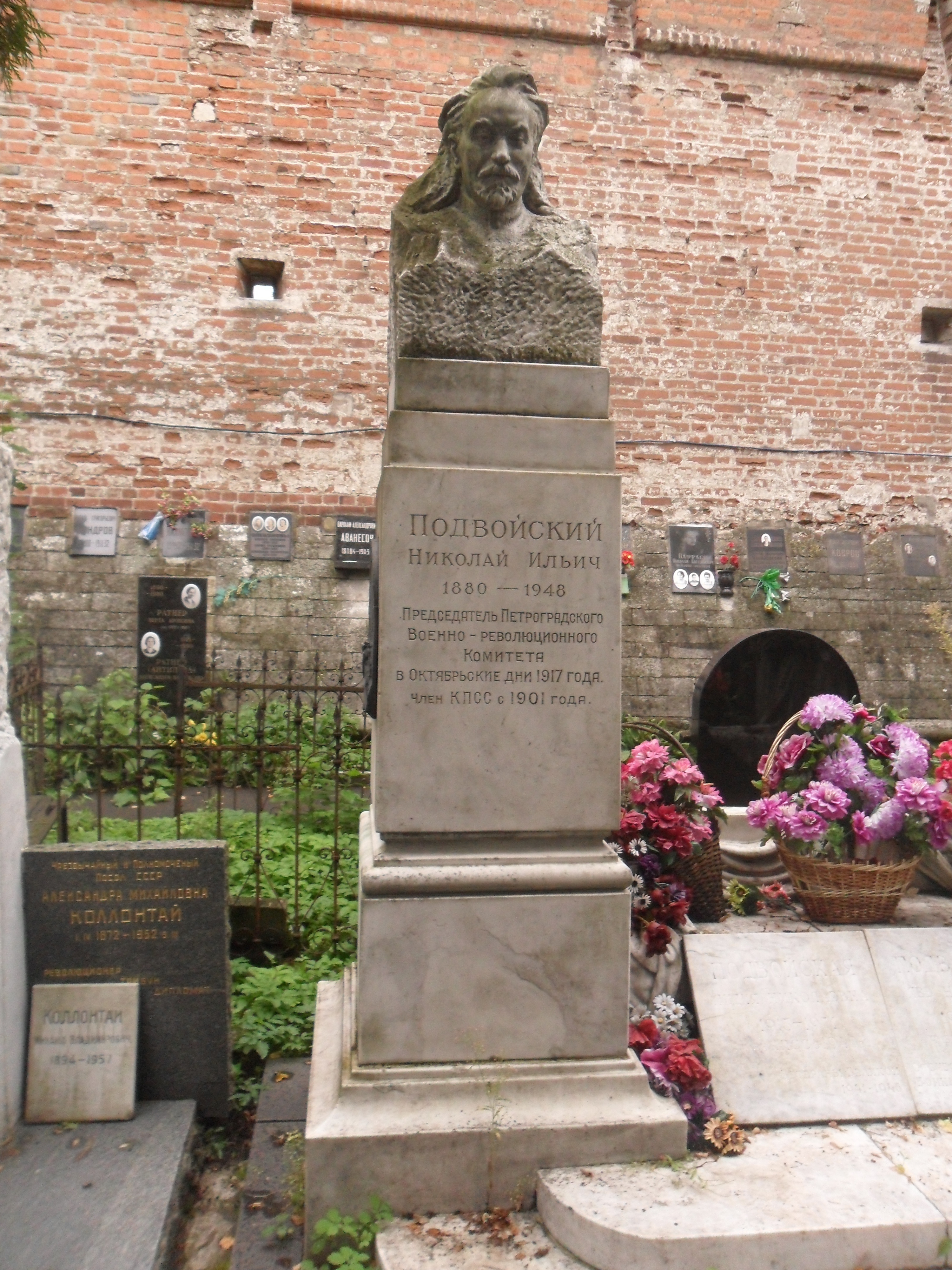
Могила Подвойского на Новодевичьем кладбище

Дочь Лидия Николаевна Ефимова (Подвойская) (1913—1971) — участница Великой Отечественной войны, старший военный фельдшер резервного батальона 53 гвардейской стрелковой дивизии.
Дочь Нина Николаевна Подвойская-Свердлова (1916—1996), кандидат технических наук, муж — Андрей Яковлевич Свердлов (1911—1969), сын советского политического деятеля Я. М. Свердлова. Внуки — Яков, Елена.
Дочь Мая Николаевна Подвойская (1920—1923) — скончалась в раннем детстве от туберкулёзного менингита.
Дочь Елена Николаевна Подвойская (1925—1935) — погибла в ДТП (сбита грузовиком).

## Адреса в Санкт-Петербурге
1911—1913 — доходный дом — Галерная улица, 5.

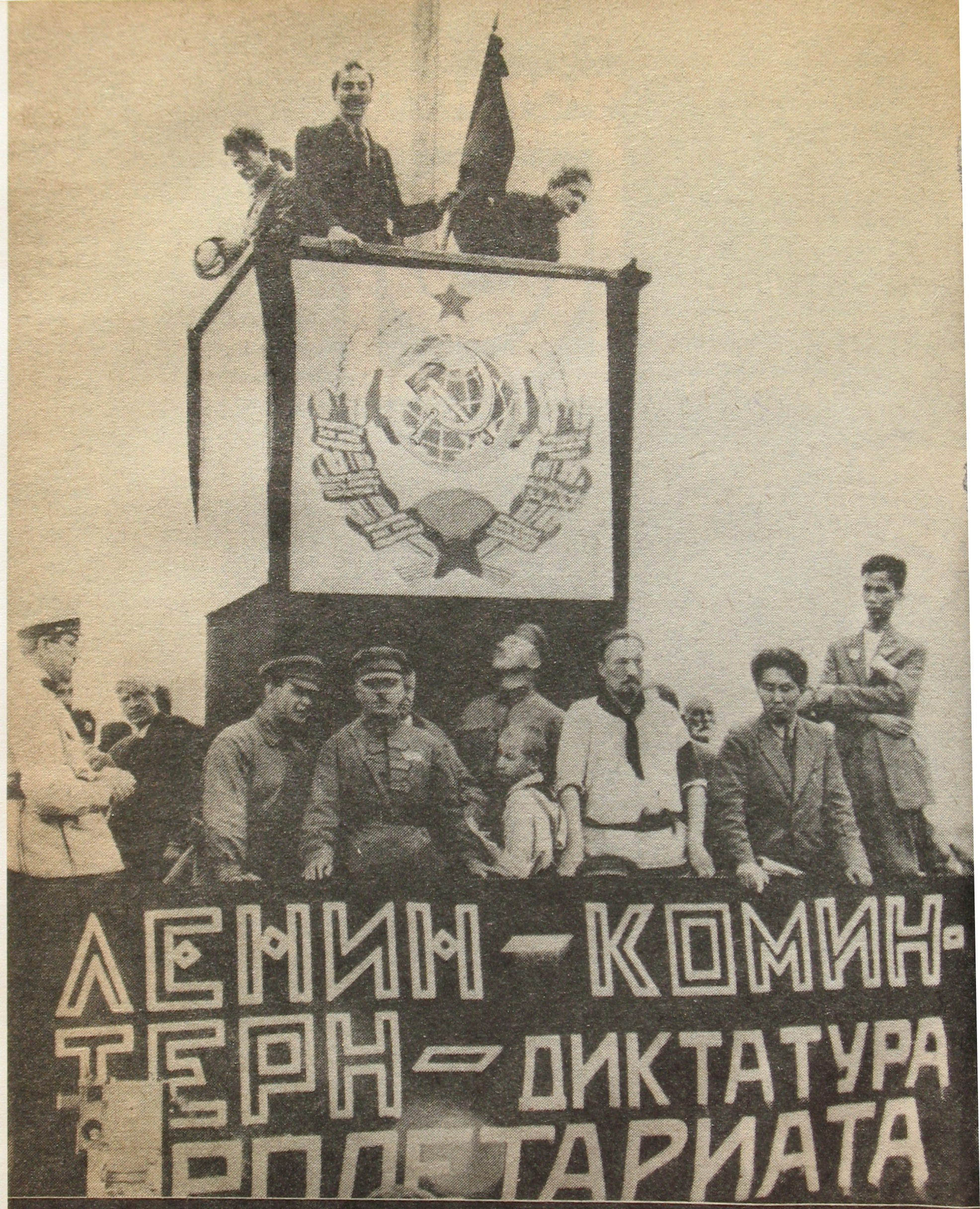
Ворошилов, Подвойский, Чудов, Калинин и Хо Ши Мин на митинге на Ходынке. 1927

## Память
В честь него названа площадь у Московского вокзала в Ярославле, улицы в Тихорецке, Виннице (с 2016 — улица Елены Пчёлки), Тамбове (также Тамбовское высшее военное командное Краснознамённое училище химической защиты им. Н. И. Подвойского), Москве, Киеве (с 2019 переименована в улицу Юрия Глушко), Калуге, Курске, Нежине, Одессе, Гурзуфе (Крым), Санкт-Петербурге, Уфе, школа в Ярославле, в начале 1960-х годов в школе № 119 г. Снежинска был организован музей (ныне не существует).
В Чернигове, на Аллее Героев, был установлен бюст Н. И. Подвойского (9 февраля 2015 года сброшен с пьедестала и сдан в музей).
Посмертная маска, ряд материалов и документов о жизни и деятельности Н. И. Подвойского находятся в музейной экспозиции с. Вертиевка, Нежинского района, Черниговской области.

Образ Н. Подвойского как одного из главных руководителей Октябрьского вооружённого восстания активно использовался в советском кинематографе. Его играли: Н. Вакуров («Балтийская слава», 1957; «Первый посетитель», 1965); Константин Калинис («В дни Октября», 1958; «День первый», 1958); Изиль Заблудовский («Залп „Авроры“», «На одной планете», 1965); Владимир Самойлов («Шестое июля», 1968); Николай Козленко («Семья Коцюбинских», 1970); Николай Крюков («Посланники вечности», 1970); Евгений Меркурьев («20 декабря», 1981); Всеволод Сафонов («Непобедимый», 1983); Валерий Баринов («Красные колокола. Фильм 2. Я видел рождение нового мира», 1983); Владимир Антоник («Николай Подвойский», 1987) и др.

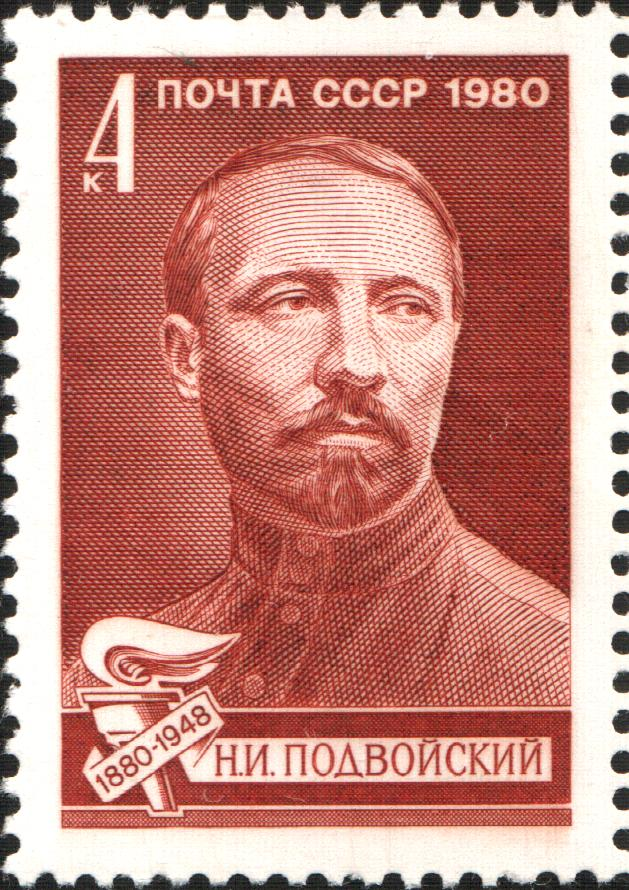
Марка СССР, 1980

## Сочинения
- Опыт военно-революционной тактики // Революционная война: Сб. ст. — М., 1919.
- Первый Совет рабочих депутатов. (Иваново-Вознесенский — 1905 г.). — М.: Изд-во Всесоюз. о-ва политкаторжан и сс.-поселенцев, 1925. — 15 с.
- Красная гвардия в Октябрьские дни. (Ленинград и Москва). — М.: Гос. изд., 1927. — 107 с.
- Революционная борьба В. М. Молотова в 1912—1917 годах//Исторический журнал. 1940. № 3.
- Ленин в 1917 году. (Из воспоминаний). — М.: Правда, 1957. — 85 с.
- Год 1917. М., 1958.